# ボーダーライン (大石昌良の曲)
「ボーダーライン」は、大石昌良のソロ9作目のシングル。2018年11月21日にTIME IS MONEY RECORDSより発売された。

## 概要
前作「パラレルワールド」から約8ヵ月ぶりのリリース。弾き語りシングルとしては2作連続である。カップリングには1stシングル『ほのかてらす』収録の「ほのかてらす」と「キウイ畑の宇宙船」の弾き語りバージョンを収録。また、ソロ活動10周年ライブの約1週間前に発売された作品であり、ライブ本番ではカップリングも含め本作から3曲とも演奏された。
2枚目のDVDには同年3月に行われたマイナビBLITZ赤坂での公演を収めたライブ映像を収録。

## 収録曲
全作詞・作曲・編曲：大石昌良

### CD
1. ボーダーライン [4:48]
2. ほのかてらす (弾き語りver.) [4:48]
3. キウイ畑の宇宙船 (弾き語りver.)  [5:20]
4. ボーダーライン (Instrumental) [4:45]
5. ほのかてらす (Instrumental) [4:48]
6. キウイ畑の宇宙船 (Instrumental) [5:17]

### DVD
『大石昌良の弾き語りラボ2018』2018.03.23.　マイナビBLITZ赤坂
1. パラレルワールド
2. ファイヤー
3. うしろのしょうめん
4. トライアングル
5. 東京ループ